# Virklund (plaats)
Virklund is een plaats in de Deense regio Midden-Jutland, gemeente Silkeborg. De plaats telt 3299 inwoners (2008). Virklund ligt direct ten zuiden van de stad Silkeborg. Het is voornamelijk een forenzenplaats. 